# The Highland Way
The Highland Way es el tercer álbum de estudio de la banda de Folk metal de Argentina Skiltron. Fue editado el 26 de julio de 2010 en edición especial digipack; el cual contiene el CD y un DVD con la grabación de su último recital de 2009 dado el 12 de diciembre de 2009 en "The Roxy Live!" de Colegiales, Buenos Aires, Argentina.
Es la última grabación de los miembros Juan José Fornés, Pablo Allen, Fernando Marty y Diego Valdez con la banda.

## Información
Grabado en La Nave de Oseberg Studios, Buenos Aires, Argentina entre marzo y junio de 2010
- Mezcla y Masterización: Sebastián Manta.

- Productores: Juan José Fornés y Emilio Souto.

- Arte de Tapa e Interno y Sitio Web: Valgorth (www.hammerblaze.com)

## Músicos participantes
- Emilio Souto: Guitarra eléctrica y Mandolina.

- Juan José Fornés: Guitarra eléctrica.

- Pablo Allen: Gaita y Tin Whistle.

- Matías Pena: Batería.

- Fernando Marty: Bajo.

- Diego Valdez: Voz.

## Lista de temas
- 01. Bagpipes Of War. (Letra: Emilio Souto y Matías Pena) (Música: Emilio Souto y Juan José Fornés).

- 02. Beetween My Grave And Yours. (Letra: Emilio Souto) (Música: Juan José Fornés).

- 03. One Way Journey.(Letra: Emilio Souto) (Música: Emilio Souto).

- 04. Awaiting Your Confession. (Letra: Emilio Souto) (Música:Juan José Fornés).

- 05. A Last Regret. (Letra: Emilio Souto) (Música:Juan José Fornés y Diego Valdez).

- 06. The Bonfire Alliance. (Letra: Emilio Souto y Matías Pena) (Música: Emilio Souto).

- 07. Storm In Largs. (Letra: Emilio Souto) (Música: Emilio Souto).

- 08. St. Patrick’s Death. (Letra: Emilio Souto) (Música: Emilio Souto).

- 09. Through The Longest Way. (Letra: Emilio Souto) (Música: Juan José Fornés)

- 10. Join The Clan. (Letra: Emilio Souto) (Música: Emilio Souto).

- 11. For Those Who Have Fallen In Battle. (Música: Emilio Souto).